# Hüter der Erinnerung – The Giver
Hüter der Erinnerung – The Giver (Originaltitel: The Giver – übersetzt: der Geber) ist ein US-amerikanischer Science-Fiction-Film nach dem gleichnamigen Roman von Lois Lowry. Regie führte Phillip Noyce. Das Drehbuch schrieben Michael Mitnick und Robert B. Weide. Der deutsche Kinostart war am 2. Oktober 2014.

## Handlung
Der 16-jährige Jonas lebt in einer zukünftigen, scheinbar idealen Welt: Es gibt keine Kriege, keine Armut und keine Gewalt. Doch im Gegenzug möchte die Gemeinschaft nicht, dass jemand aus der Gemeinde anders ist. Die Menschen empfinden aufgrund einer Droge, die sie sich jeden Morgen verabreichen sollen, keinerlei tiefere Gefühle und sehen keine Farben. Wissenschaftler kontrollieren auch die Umwelt, damit diese das Gleichgewicht in der Gemeinschaft nicht stören kann. Alle Menschen leben in völliger Gleichheit: Sie haben identische „Unterkünfte“ und tragen identische Kleidung.
Der Rat der Ältesten unter dem Vorsitz der „Chefältesten“ kontrolliert das gesamte Leben. Jede Familie darf nur zwei Kinder haben. Doch die Mütter und Väter sind nicht die leiblichen Eltern: Söhne und Töchter werden von Leihmüttern ausgetragen und einem Paar auf Antrag zugewiesen. Sobald sie volljährig geworden sind, wird die Familie aufgelöst, und die jungen Menschen erhalten eine vorgegebene Aufgabe in der Gesellschaft.
Jonas ist ein außergewöhnlicher Junge: Er ist intelligent, rechtschaffen und hat als Einziger in der Gemeinschaft strahlende Augen, mit denen er trotz der Droge manchmal Farben sehen kann. Im Rahmen der Zeremonie, bei der die jungen Männer und Frauen seines Jahrgangs ihre künftige Bestimmung erfahren, ernennt die Chefälteste Jonas zu dessen Überraschung zum neuen „Hüter der Erinnerung“. Ziel dieses ehrenvollen Amts ist es, das gesamte Wissen der Menschheit stellvertretend zu verwalten. Nur der „Hüter der Erinnerung“ weiß, wie die Welt vor der Einführung der Gleichheit aussah: Eine Welt der Unvollkommenheit und Aggression, aber eben auch der Liebe und der Solidarität unter Menschen.
Jonas beginnt seine Ausbildung beim bisherigen Hüter der Erinnerung, der dadurch zum „Geber“ wird. Der alte Mann ist freundlich, aber müde, weil die Bürde der Vergangenheit allein auf seinen Schultern lastet. Durch Kontakttelepathie überträgt er Erinnerungen in Form von Visionen auf seinen Schüler. Je mehr Zeit Jonas mit seinem Mentor verbringt, desto mehr kapselt er sich von seinen Freunden ab und hört auf, die tägliche Droge zu nehmen. Süchtig nach immer neuen Informationen aus der alten Welt, die außer ihm niemand kennen darf, lernt er Spaß und Freude, Traurigkeit, Schmerz und auch die Liebe kennen: Unverhofft fühlt er sich zu Fiona hingezogen, einer Krankenschwester in der Neugeborenenabteilung, mit der er seit Kindertagen befreundet ist.
Der Geber und sein wissbegieriger Schüler erkennen, dass die Welt, in der sie leben, auf Lügen und Verbrechen aufgebaut wurde. Weil alle Menschen ihrer Erinnerung beraubt werden, kann niemand wahre Freude oder echte Liebe empfinden. Die beiden beschließen, das System zu stürzen. Doch die Hürden sind höher als erwartet. Der Rat der Ältesten hetzt den Drohnenpiloten Asher gegen ihn auf, Jonas’ besten Freund seit frühester Kindheit. Um die Menschen, die er liebt, retten zu können, muss Jonas die Flucht aus der Gemeinschaft gelingen. Doch vor ihm hat es noch niemand geschafft, diese lebend zu verlassen.
Als er flieht, verhaftet der Ältestenrat den Geber und Fiona, die Jonas geholfen und bereits begonnen hat, seine Gefühle zu erwidern. Asher gelingt es, Jonas mit einer Drohne aufzustöbern, er lässt ihn jedoch entkommen, da dieser ihn zuvor an ihre Freundschaft erinnert hat. Mit letzter Kraft kann Jonas die Grenze der Erinnerungen, die die Siedlung der Gemeinschaft umgibt, überschreiten, woraufhin alle Erinnerungen an die Vergangenheit zurückkehren und die Menschen aus ihrer Gleichheit reißen.

## Produktion
Jeff Bridges wollte den Film ursprünglich bereits Mitte der 1990er Jahre drehen, bis 1998 wurde ein Drehbuch geschrieben. Verschiedene Ereignisse beeinträchtigten die Produktion des Films, unter anderem als Warner Bros. 2007 die Rechte kaufte. Die Rechte landeten dann bei The Weinstein Company und Walden Media.
Bridges hatte ursprünglich vorgesehen, dass sein eigener Vater, Lloyd Bridges, die Titelfigur, den Geber, spielen würde, aber dieser starb bereits 1998.
Die Dreharbeiten begannen am 7. Oktober 2013 in Kapstadt und Johannesburg. Meryl Streep ließ einige ihrer Szenen in England drehen, wo sie auch Rob Marshalls Into the Woods drehte, bevor sie zwei Monate später in Paarl, einer Stadt in der Nähe von Kapstadt, die Dreharbeiten fortsetzte. Die Dreharbeiten wurden am 13. Februar 2014 in Utah abgeschlossen.

## Rezeption
Die Kritikensammlung Rotten Tomatoes verzeichnet lediglich 35 % positive Kritiken auf der Grundlage von 139 professionellen Kritiken und formuliert den Konsens wie folgt: „Phillip Noyce verpasst Hüter der Erinnerung visuelle Anmut, doch der Film lässt sich nicht weit genug auf die zum Denken anregenden Ideen der klassischen Vorlage ein.“ („Phillip Noyce directs The Giver with visual grace, but the movie doesn’t dig deep enough into the classic source material’s thought-provoking ideas.“)
Franz Everschor vom film-dienst urteilte, Regisseur Noyce könne „nichts, aber auch gar nichts“ mit der „kontemplativen“ Geschichte anfangen. Im Vergleich mit anderen dystopischen Filmen fielen „Noyce nur Klischees ein, die hinter ähnlichen Sequenzen in ‚Snowpiercer‘ und ‚Die Tribute von Panem‘“ weit zurückblieben. Ferner brächten die Figuren „keine lebendigen Regungen zustande“. Everschor kommt zum Schluss: „Unter den utopischen Filmen der jüngsten Zeit hat es keinen gegeben, der die geringe Substanz, die ihre fantastischen Konzepte am Leben erhält, so unbedarft verspielt wie ‚The Giver‘.“
Rudolf Worschech von epd Film vergab drei von fünf möglichen Sternen und hob vor allem den Wechsel zwischen Schwarz-Weiß- und Farbbildern (ein „simpler, doch umso effektiverer Kunstgriff“) sowie die im Rahmen von Jonas’ Ausbildung gezeigten Erinnerungen („[d]iese kurzen Momente aus der Menschheitsgeschichte … gehören zu den stärksten des Films“) positiv hervor. Der Film verstehe sich wie die Vorlage „als ein vehementes Plädoyer für die Freiheit des Individuums“ und erzähle „von der Selbstbehauptung eines Einzelnen, die eine ganze Gesellschaft verändern wird“. Auch die schauspielerischen Leistungen von Jeff Bridges, Meryl Streep, Katie Holmes und Alexander Skarsgård lobte Worschech.
Isabella Reicher kam im Standard zum Schluss, dass der Regisseur es „bei eher schlichten Inszenierungsideen belassen“ habe; Jonas’ Visionen und Lernerfahrungen sähen aus „wie Werbespots für den Discovery-Channel“. So wirkten letztlich „[s]elbst geeichte Darsteller wie Streep oder Bridges“ „recht verloren“.
Manohla Dargis beschrieb den Film in der New York Times als „entnervendes Gemisch aus dystopischem Grusel, schwammiger Religiosität und reklameartigem Pathos“, das „einfach nur öde“ sei. Regisseur Noyce habe mit einem „jämmerlichen Drehbuch“ gearbeitet, „belastet durch billige Spezialeffekte und Sets, die mehr Geld, mehr Einfallsreichtum oder mehr von beidem benötigt hätten“, und habe selbst „nicht mehr viel tun“ können, wobei er sich auch „nicht zu bemühen“ scheine.